# آل أحمد سالم

تعديل مصدري - تعديل

آل أحمد سالم هي إحدى قرى عزلة  الوضيع بمديرية الوضيع التابعة لمحافظة أبين، بلغ تعداد سكانها 39 نسمة حسب تعداد اليمن لعام 2004.